# Giả Thanh
Giả Thanh (tiếng Trung: 贾青; sinh ngày 2 tháng 11 năm 1986 tại Tây An, Thiểm Tây) là một nữ diễn viên, ca sĩ Trung Quốc.

## Tiểu sử
Trong chương trình My Type My Show năm 2005, Giả Thanh trở thành một trong 20 người đứng đầu cả nước, sau đó, cô thành lập nhóm nhạc "JADE · Vương" cùng với ba cô gái khác.. Nhưng cuối cùng, cô lại chọn con đường diễn viên và kết thúc sự nghiệp ca sĩ.
Cô được biết đến ban đầu với vai diễn Diễm Thái công chúa trong Bát tiên toàn truyện với sự tham gia của khá nhiều diễn viên tên tuổi như: Quách Tấn An, Khang Hoa, Hà Trung Hoa, Quách Thiện Ni, Mao Lâm Dĩnh, Trần Đại Vĩ, Ngô Đại Dung… và sau đó là nhiều vai diễn nổi bật trong các bộ phim khác.

## Phim

### Truyền hình
| Năm        | Tên                                | Tên gốc          | Vai                               | Ghi chú                                                        |
| 2007       | Liêu Trai 2                        | 聊斋2            | Phương Lâm                        | Phần phim Liên Hương                                           |
| 2007       | Liêu Trai 2                        | 聊斋2            | Cung Nữ                           | Phần phim Phần Điệp                                            |
| 2007       | Nhện chăng tơ 3                    | 红蜘蛛３—水中花  | Trần Mẫn                          |                                                                |
| 2008       | Nghĩa Bản Đồng Tâm                 | 义本同心         | Đồng Tâm                          |                                                                |
| 2008       | Bát tiên toàn truyện               | 八仙全传         | Diễm Thái                         | [ 2 ]                                                          |
| 2008       | Đa tình nữ nhân si tình nam        | 多情女人痴情男   | Chu Thanh Thanh, Châu Uẩn Thuần   | Chiếu trên VTV3 với tên Duyên Tình                             |
| 2009       | Missing Person Notice              | 寻人启事         | Trác Diêu Diêu                    |                                                                |
| 2009       | Chiến hỏa thanh xuân               | 战火中青春       | Đồng Hủy                          |                                                                |
| 2010       | Thánh đường phong vân              | 圣堂风云         | Lôi Nhân Nhân                     |                                                                |
| 2010       | Betray the Femininity              | 温柔的背叛       | Trang Thái Vi                     |                                                                |
| 2010       | Liêu trai 3                        | 聊斋3            | Phàn Giang Thành                  | Phần phim Giang Thành                                          |
| 2011       | Ba mươi mới gả                     | 三十而嫁         | Dư Mạt Mạt                        | Tựa gốc: Cuộc sống mới cưới của cô gái còn sót lại             |
| 2012       | Hạnh phúc sinh hoạt của người điếc | 囧人的幸福生活   | Dịch Hiểu Hi                      |                                                                |
| 2012       |                                    | 游击兵工厂       | Giang Hồng Anh                    |                                                                |
| 2012       | Thần thương (Bách phát bách trúng) | 神枪             | Lý Hạnh Hoa                       |                                                                |
| 2013       | Nhật ký ẩn hôn                     | 隐婚日记         | Yên Tê                            |                                                                |
| 2013       | Chiến địa sư hống                  | 战地狮吼         | Cửu Tuế Hồng                      |                                                                |
| 2013       | Vô tặc                             | 无贼             | Chu Thuật Thuật                   |                                                                |
| 2013       | Thiên long bát bộ                  | 天龍八部         | A Châu / A Tử                     | [ 3 ]                                                          |
| 2014       | Kim ngọc lương duyên               | 金玉良缘         | Sở Sở                             | Cameo                                                          |
| 2014       | Đông Giang anh hùng Lưu Hắc Tử     | 东江英雄刘黑仔   | Anna                              |                                                                |
| 2014       | Cổ kiếm kỳ đàm                     | 古剑奇谭         | Cừu Tâm Nhị                       | Cameo                                                          |
| 2014       | Kiếp trung kiếp                    | 劫中劫           | Mạnh Mĩ Như                       |                                                                |
| 2014       | Lộc Định Ký                        | 鹿鼎记           | A Kha / Trần Viên Viên            |                                                                |
| 2014       | Phiêu môn                          | 镖门             | Lộ Giao Đình                      |                                                                |
| 2015       | Thiếu niên tứ đại danh bổ          | 少年四大名捕     | Cơ Dao Hoa / Minh U Tiên Tử       |                                                                |
| 2015       | Lời nói dối của người vợ           | 妻子的谎言       | Lý Hạ Hi                          |                                                                |
| 2016       | Lời nói dối của người tình         | 爱人的谎言       | Đồng Tứ Quý                       |                                                                |
| 2016       | Võ Thần Triệu Tử Long              | 武神赵子龙       | Công Tôn Bảo Nguyệt               |                                                                |
| 2016       | Cuộc chiến Nộ Giang                | 怒江之战         | Liệu Y Phương                     |                                                                |
| 2016       | Khanh bổn giai nhân                | 卿本佳人         | Thương Hải Đường (Uông Bội Lan)   |                                                                |
| 2017       | Bát Phương truyền kỳ               | 八方传奇         | Hòe Hoa (Lưu Chiến Ca)            | Tựa gôc: Sát Bát Phương                                        |
| 2017       | Truyền kỳ về ông trùm              | 傳奇大亨         | Hồ Bích Ngọc                      |                                                                |
| 2017       | Tiểu đoàn bộ binh gìn giữ hòa bình | 维和步兵营       | Hải Lam                           |                                                                |
| 2018       | Cô gái cổ áo hồn                   | 闺蜜的心事       | Bạch Tê                           | Tựa khác: Tình bạn tri kỷ, quay năm 2014，phát sóng ở Việt Nam |
| 2018       | Ngàn câu hỏi của chúng tôi         | 我们的千阙歌     | Trình Lăng Vân                    |                                                                |
| 2020       | Thạch đầu khai hoa                 | 石头开花         | Đồng Vi Vi                        | Phần phim 怒放的山花                                           |
| 2020       | Bác sĩ nhi khoa tài ba             | 了不起的儿科医生 | Cốc Giai Nhân                     |                                                                |
| 2021       | Đại anh hùng                       | 大英雄           | Nhất Trượng Hồng (Tê Thái Phượng) | Quay năm 2018                                                  |
| Chưa chiếu | Thích thủy Hà Quốc Nhưỡng          | 赤水河国酿       | Tiền Mộng Điệp                    | Quay năm 2014                                                  |
| Chưa chiếu | Lời nói dối của người yêu          | 恋人的谎言       | Thư Phi                           | Quay năm 2016                                                  |
| Chưa chiếu |                                    | 心爱的           | Lâm Gia Kỳ                        | Quay năm 2017                                                  |
| Chưa chiếu |                                    | 西夏死书         | Lương Viên                        | Quay năm 2017                                                  |
| Chưa chiếu | Xin chào, thợ săn bắn tỉa          | 你好，神枪手     | Đinh Phương                       |                                                                |

### Điện ảnh
| Năm  | Tên                 | Tên gốc   | Vai                       | Ghi chú |
| 2007 | Hôn lễ              | 婚礼      | Tân nương                 | Cameo   |
| 2009 | Phương đội          | 方队      | Đái Bội Bội / Đái Lôi Lôi |         |
| 2011 | Hồng Môn Yến        | 鴻門宴    | La Sát                    | [ 4 ]   |
| 2012 | Moonlight Love      | 月光恋    | A Diêu                    |         |
| 2018 | Tam quốc sát: Hư ảo | 三国杀·幻 | Vương Thuật               |         |

## Âm nhạc

### Đĩa đơn
| Năm  | Tên                  | Tên gốc  | Ghi chú                              |
| 2011 | 女神的面纱           |          |                                      |
| 2013 | Si tình mộ           | 痴情冢   | Nhạc phim Thiên long bát bộ          |
| 2014 | Kim ngọc lương duyên | 金玉良缘 | Nhạc phim Kim ngọc lương duyên       |
| 2015 | Foolish              | 傻得可以 | Nhạc phim Lời nói dối của người vợ   |
| 2016 | If Hold Hands        | 如果牵手 | Nhạc phim Lời nói dối của người tình |
| 2016 | Wish                 | 心愿     | Nhạc phim Cuộc chiến Nộ Giang        |